# 다론 홈즈 2세

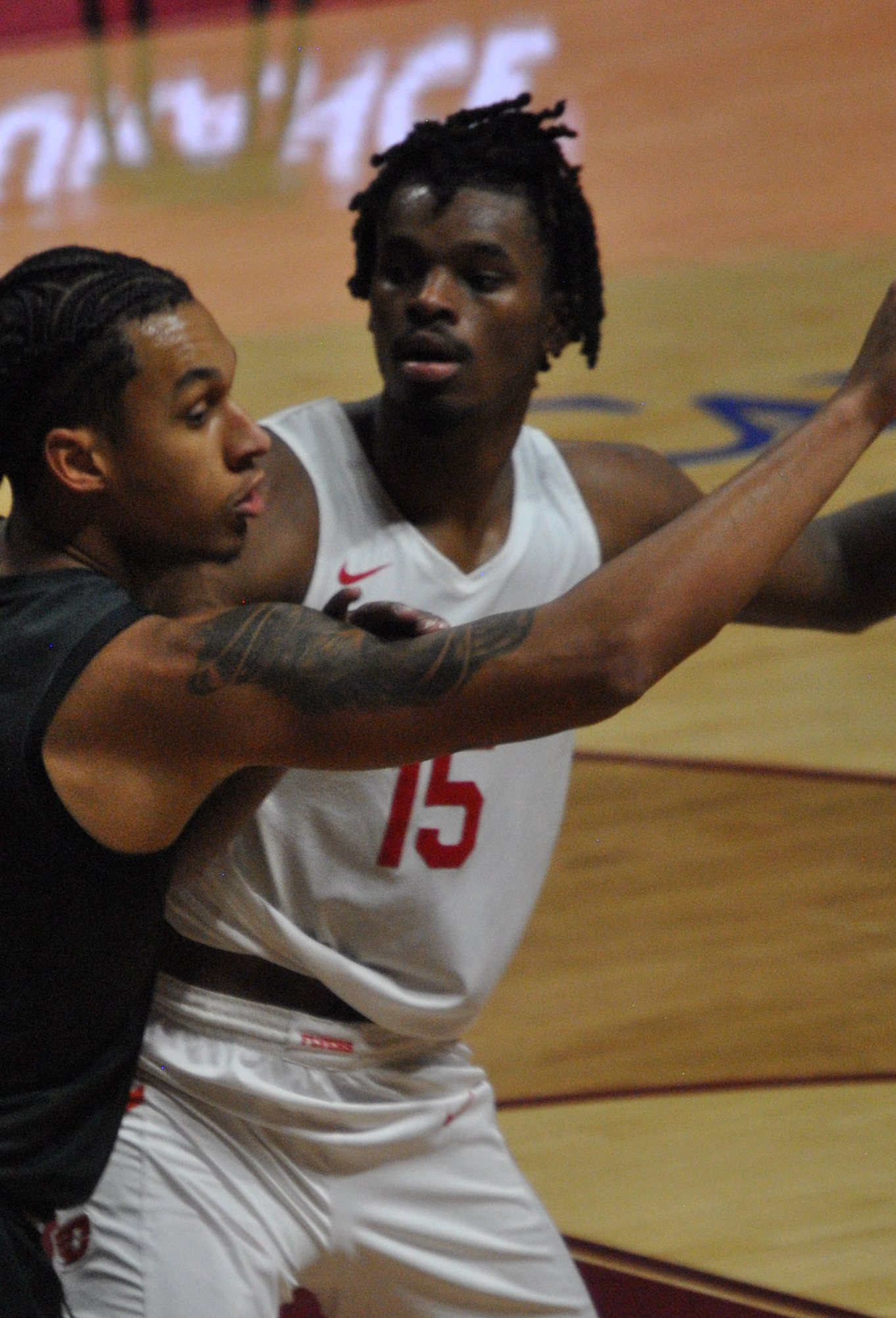
2022년 데이턴에서의 모습

다론 홈즈 2세(DaRon Holmes II, 본명: 다론 로드릭 홈즈 2세, DaRon Rodrick Holmes II, 2002년 8월 15일 ~ )는 전미 농구 협회(NBA)의 덴버 너기츠 소속 미국 프로 농구 선수이다. 데이턴 플라이어스(Dayton Flyers)에서 대학 농구를 했다.

## 어린 시절과 고등학교 경력
홈즈는 애리조나주 굿이어 (애리조나주)에서 자랐으며 처음에는 밀레니엄 고등학교에 다녔다. 주니어 시절 평균 23.7 득점, 10.6 리바운드, 3.8 블록, 3.1 어시스트를 기록한 후 애리조나 게토레이 올해의 선수로 선정되었다. 홈즈는 4학년이 시작되기 전에 플로리다주 몬트베르데에 있는 몬트베르데 아카데미로 전학했다. 결국 겨울 방학 동안 애리조나로 돌아와 애리조나주 챈들러에 있는 AZ 콤파스 프렙 스쿨로 두 번째 전학을 갔다. 홈즈는 별 4개 신병으로 평가되었으며 애리조나, 마켓 및 캘리포니아의 제안을 통해 데이턴에서 대학 농구를 하기로 약속했다.